# Stagonospora maritima
Stagonospora maritima är en svampart som beskrevs av Syd. 1911. Stagonospora maritima ingår i släktet Stagonospora,  och familjen Phaeosphaeriaceae.   Inga underarter finns listade i Catalogue of Life.